# The Deram Anthology 1966–1968
The Deram Anthology 1966–1968 es un álbum recopilatorio del músico y compositor británico David Bowie, lanzado al mercado en 1997. Recopila la gran mayoría de las canciones que Bowie grabó para Deram Records, incluyendo su álbum debut completo, en orden cronológico.
En un primer momento iba a ser un disco doble conteniendo algunas canciones inéditas, pero Bowie vetó la inclusión de dicho material. Las canciones vetada incluyen canciones como "Pussy Cat", "Back To Where You've Never Been", "Funny Smile", "Bunny Thing" (una versión de la canción "Waiting for the Man" de The Velvet Underground) y versiones alemanas de "Love You 'Till Tuesday" y "When I Live My Dream".

## Lista de canciones
- Todas las canciones compuestas por David Bowie.

1. "Rubber Band" (versión sencillo) – 2:05
2. "The London Boys" – 3:22
3. "The Laughing Gnome" – 3:03
4. "The Gospel According to Tony Day" – 2:50
5. "Uncle Arthur" – 2:09
6. "Sell Me a Coat" – 3:01
7. "Rubber Band" – 2:19
8. "Love You Till Tuesday" – 3:11
9. "There Is a Happy Land" – 3:14
10. "We Are Hungry Men" – 2:59
11. "When I Live My Dream" – 3:24
12. "Little Bombardier" – 3:27
13. "Silly Boy Blue" – 3:53
14. "Come and Buy My Toys" – 2:10
15. "Join the Gang" – 2:19
16. "She's Got Medals" – 2:25
17. "Maid of Bond Street" – 1:45
18. "Please Mr. Gravedigger" – 2:40
19. "Love You Till Tuesday" (versión sencillo) – 3:01
20. "Did You Ever Have a Dream" – 2:08
21. "Karma Man" – 3:05
22. "Let Me Sleep Beside You" – 3:27
23. "In the Heat of the Morning" – 2:58
24. "Ching-A-Ling" – 2:04
25. "Sell Me a Coat" (versión sencillo) – 2:53
26. "When I Live My Dream" – 3:52
27. "Space Oddity" (versión original) – 3:46